# 長戸大幸
長戸 大幸（ながと だいこう、1948年〈昭和23年〉4月6日 - ）は、日本の音楽プロデューサー、ギタリスト、ドラマー、不動産投資家、企業経営者。滋賀県大津市出身。音楽制作会社『B ZONE』（旧・ビーイング）グループの創業者で現相談役、エフエム滋賀取締役。株式会社ドリーマップス代表取締役。兵庫県在住。既婚。

## 来歴

### 生い立ち〜ロックバンドの結成
両親は公務員。3歳から地元の大津少年管弦楽団に入れられヴァイオリンを習わされる。中学時代はジャズに凝り、マイルス・デイヴィスやセロニアス・モンクなどを聞く。高校時代にビートルズを知り、滋賀県立膳所高等学校1年のとき、音楽サークルを立ち上げ、サッカー部の1年先輩とロックバンド「ザ・プラネッツ」を結成、ギターを担当した。これ以降、7つのバンドを組んだが、全てバンマスだったという。メンバーにはポール岡田（後にザ・カーナビーツ）や、森下彰夫（後のSONY洋楽ディレクター、フジパシフィック音楽出版取締役）が在籍していた。
1967年に高校を卒業後、新たなGSバンド「The Sounds Of Weeds」を結成（その後、The WEEDSに改名）。京都の月世界、大阪のナンバ一番などで活動した。
1969年5月に東京の大学を中退後、京都で5人組のロックバンド「FeedBack」を結成。ジョン・メイオール&ブルースブレイカーズ京都公演のオープニングアクトで出演。「FeedBack」は、のちにバンド名を「赤と黒」と改名し、1972年2月1日にデビューシングル『Mr.D.J.』をテイチクのBLACKレーベルよりリリースした。ラジオDJを風刺した作風となっており、ヴォーカル、ギター、作詞、作曲を担当。一作のみリリースし、残りのメンバー2名が大学卒業を機に解散。レーベルメイトのゴローと共にゴローと長戸大幸名義でアルバムを制作。

### 会社経営者として
音楽では生活ができないと悟り、1972年、20歳か21歳のときに京都で「BAL」にてブティックを経営。藤川学園（現・京都芸術大学）に入学し、寺町に注文生産のアトリエを作って、ブティックも軌道に乗る。しかし23歳～25歳の時、吉田拓郎の「こうき心 '73」を聴き、体に電撃が走るほどのショックを受ける。ブティックも結婚が決まっていた女性も友達も全部捨てて、「拓郎に会いたい」と100万円と車1台だけで1974年、再び上京する。
上京一週間で、後にトランザムのボーカルになった西濱哲男やクールスに参加する佐藤秀光、ビクターに勤めていた星加哲（星加ルミ子の弟）らと知り合い、星加に紹介された妹尾隆一郎のマネージャーとなる。京王井の頭線池ノ上駅近くに家賃8,000円の部屋を借りて住み込み、妹尾の事務所「BIG MUSIC」を作り、そこで妹尾のテスト盤を作る。
『ぎんざNOW!』（TBSテレビ）に妹尾を売り込んだところ、応対した月光恵亮から「作曲家に向いているよ」と誘われ、1975年に音楽事務所「オフィス・トゥー・ワン」に入社し、作曲活動を開始する。1976年11月23日公開の東映『世界の空軍 AIR FORCE'77』のサントラ、シーチャン・ブラザーズ「愛の翼」で作曲家デビュー。
同じ28歳の頃、喫茶店で漫画を読んでいると「フォーライフ・レコード設立、新人プッシュ」という広告が目に留まり、吉田拓郎のモノマネの楽曲を作ってフォーライフ・レコードにテープを送った。「音楽を始めるなら、目一杯トップと関わりたいと歌謡曲なら阿久悠と知り合おう、フォークだったらフォーライフ・レコードがいいんじゃないか」と、歌謡曲とニューミュージックの両方から攻めるという戦略を実行した。長戸は「フォーライフのオーディションを受けたのは、拓郎に会いたかっただけ」と述べている。フォーライフの1975年第一回新人オーディションに応募して、応募約5万人の中から川村ゆうこ、原田真二らと最終の4人に残る。小室等・拓郎、井上陽水、泉谷しげるの前で歌を歌うと、すぐにレコードデビューが決定。フォーライフより1977年8月27日までの新人ツアー「FORLIFE Fresh Forward FESTIVAL」への出演と、8月25日「軽い気持で」(FLS-1008)でソロデビューとが予定され、発売2週間前にテスト盤もできていたが急遽全て中止になる。見本盤は作られたがデビューはできず、「もう表に出るのは絶対にやめよう」と決意する。当時、フォーライフは『フォーライフ』というタイトルの雑誌を作っていて、この編集に携わる（編集長は森永博志）。急に泉谷しげるから『俺はフォーライフを脱退するけど、大幸どうするんだ?』と言われ、結局フォーライフを辞めた。
1977年、舘ひろしと渡米しナッシュビルで録音。ここで「朝まで踊ろう」(長戸大幸作曲)をレコーディングしてリリースした。
1978年、「Danny Long」の別名義でスピニッヂ・パワーの「ポパイ・ザ・セーラーマン」を制作。

### 音楽制作会社『ビーイング』設立
30歳の頃、いい曲を書いても不本意なタイトルと歌詞をつけられるのがイヤで、曲だけでなく詞も曲もアレンジも全部自分でやらないと、と思い立ち、1978年11月、オフィス・トゥー・ワンの社長から100万円、阿久悠から100万円を出資してもらい自身の100万円と合わせ、計300万円でビーイングを設立。当初は赤字が続いたため、自分以外の200万円の株を買い取って独立。以降は音楽プロデューサーとして多数のアーティストを手掛け、三原順子、BOØWY、LOUDNESS、TUBE、B'z、ZARD、WANDS、大黒摩季、DEEN、T-BOLAN、倉木麻衣、小松未歩、GARNET CROWなどをデビューさせている。
1993年10月31日、耳の持病悪化を理由に音楽プロデューサーを、一時的に引退。東京（東日本）での仕事や文化を嫌うようになり、大阪（西日本）にて別名義で活動を始める。この頃より代官山や北堀江などで不動産投資を始める。
1994年11月23日、西心斎橋（アメリカ村）にクラブ「Grand Cafe」をオーナーとしてオープンさせる。（2016年5月10日閉店）

### 2000年代以降
2005年、エフエム滋賀の取締役に就任。
2007年、音楽事務所ビーイング代表取締役を退任。退任はするが音楽プロデューサー及び大株主として実質的な経営権を持つ。
2008年、大阪市福島区に堂島リバーフォーラムをオーナーとしてオープンさせる。
2020年10月から放送されているバラエティ番組『いつありのブラ街』の番組プロデューサーを担当。
2020年10月スタートの初のラジオ番組『OLDIES GOODIES』にてばんばひろふみと共にパーソナリティを務める。
2022年7月、長野県戸隠に「うぃるそば 戸隠本店」をオープンさせる。
2022年8月、大阪北堀江に「café NoHo」をGIZA studio本社ビル横にオープンさせる。
2022年10月、大阪南堀江に「うぃるそば 堀江店」をオープンさせる。

## 人物
1980年代から1990年代にかけて、日本の音楽業界で活躍していた人物にも関わらず、ほとんどメディアに姿を現すことがなく、顔写真も現役歌手時代のジャケットなどを別とすれば散発的に取材に応じた際に掲載された程度だった。2010年代以降応じることが増えたインタビューや取材でも、公開される姿は背後からが多く、顔を出すことは極めて少ない。

### 主な別名・変名
長戸は、数多くの別名や変名を使って活動している。ここでは、歌詞カードやクレジット等で書かれて知られている別名や変名を記する。
- DAIKOH NAGATO
- 小諸鉄矢とCM NETWORK(吉江一男、近田春夫らとの制作ユニットの一員)
- ROCKAKU
- KANONJI
- KANONJI ROCKAKU
- Danny Long
- DN
- D

### 評価
- 小室哲哉は「CMは制約の嵐です。CMのタイアップ曲というのは元来、クライアントの商品にタダで載せてもらうという立場の弱いものでした。15秒の枠の中に映像・ナレーション・音楽が加わります。音楽は15秒の中の13.5秒です。実際に聴こえるのが約8秒。その中で耳に残る歌詞とメロディは精々3秒です。しかも、クライアントの商品イメージとも合わなくてはいけない。この条件で視聴者に印象的な音を聴かせるのは至難の業なのです。でも、連日テレビから流れるCMの出稿量は膨大で、それが世間へのプレゼンテーションになりえる。長戸さんはそこに着目し、厳しい条件下での仕事を見事にやり遂げ、CDのセールスにつなげました」と評している[7]。
- 市川哲史は「広告代理店やクライアント企業と直接提携して楽曲制作するシステム――要はアニメやCMのタイアップを最初から具体的に想定して楽曲を作るのですから、正に『痒い所に手が届く』完璧な仕上がりが保証されているわけです。当然クライアントは劇伴並みの完成度に大満足だし、ビーイングのアイディアである『大幸システム』はCD購買意欲をそそられた視聴者を一網打尽にしたのでした」「肝心の宝石業・婦人服製造業のCMの情報が全く記憶にありません。海外人気女優を起用した豪華な海外の短編映画的な映像に、必ずエッジが利いたギターサウンドと情緒的なボーカルの楽曲が流れるだけ。それがほぼ同じ時間帯に全チャンネルで繰り返しオンエアされる物量作戦ですから、そりゃ嫌でも楽曲が潜在意識に刷り込まれたのでした」「バンドサウンドでありながら、『アマチュアバンドと契約してメジャーデビューさせる』という当然の方法をとらず、完全に長戸さん主導でセレクトしたメンバー同士と組ませるのが理想でした。ですから、バンド結成時は全員が初対面という非常識な方法論だったわけです。因みにメンバーのタイプは目黒ライブステーションでくすぶっていた、『腕は立つけれど、メンバーに恵まれない人』『バンドブームに乗るには若干歳が…』な者が多かったです」「ライブ・テレビ出演・雑誌取材はなしという世間に生体反応を確認させないスタイルは不気味でした。それでも、ビーイングの楽曲が多くの人々に聞かれたわけは、もしかしたら『ヒットを作るのにアーティストの個人情報は必要ないのかもしれない』という問題提起を投げかけたという好意的な解釈もできます」と評している[8]。
- 石坂敬一（ワーナーミュージック・ジャパン代表取締役会長）は「世界最高のプロデューサー」と評している[9]。
- 堀江貴文は実業家としての長戸について、名前は伏せているものの自身のYouTubeチャンネルで語っている。長戸率いるビーイングが2〜30年前にはそこまで価値がなかった代官山町の土地のほとんどを所有、次々にビルやマンションを建設、お洒落な街を演出して行ったことにより代官山町の地価が上がり資産価値のある土地へと変えた人物として長戸を評している[10]。

## 提供作品

### 作詞
- OLIVE(SPINACH POWER/DANNY LONG名義)
- BORO BORO BORO(SPINACH POWER)
- 青山・赤坂・乃木坂(山本みどり＆瑳川哲朗)
- 横浜ナイト(山本みどり＆瑳川哲朗/亜蘭知子と共作)
- セイリング・ラブ(TUBE)（織田哲郎との共作）
- ミッドナイト・ビーチ(TUBE)
- 夏に片思い(TUBE)
- ささやき(赤と黒,ゴロー&長戸大幸)
- Mr.D.J.(赤と黒)
- 三十路男は阿呆鳥(渡瀬恒彦)
- DRIVE ALL NIGHT(山本翔)
- 行先(石原裕次郎)
- 死ぬまで離さない(THE A-TLES)
- 19番のタンゴ(J.A.M. Cream)
- 19番のマンボ(J.A.M. Cream)
- ナイスチョット(黒田アーサー＆長保有紀、夜も一生けんめい'S、しろコーラ)
- イミテーション・ナイスチョット(夜も一生けんめい'S)
- ギンギラパラダイス(B.B.クィーンズ)
- ぼくらの七日間戦争〜Seven Days Dream(〜B.B.クィーンズ)
- ドレミファだいじょーぶ(B.B.クィーンズ)
- 夢のENDはいつも目覚まし!(B.B.クィーンズ)
- 身から出たサビしさ(ビジーフォー・スペシャル)
- 想い出の九十九里浜(Mi-Ke)
- サーフィン・JAPAN(Mi-Ke)
- ブルーライトヨコスカ(Mi-Ke)
- 涙のバケーション(Mi-Ke)
- Pink Christmas(Mi-Ke)
- 悲しきテディ・ボーイ(Mi-Ke)
- 白い2白いサンゴ礁(Mi-Ke)
- 佐原の町並み(新浜レオン)

### 作曲
- OLIVE(SPINACH POWER/DANNY LONG名義)
- BORO BORO BORO(SPINACH POWER)
- 青山・赤坂・乃木坂(山本みどり＆瑳川哲朗)
- ささやき(赤と黒,ゴロー&長戸大幸)
- Mr.D.J.(赤と黒)
- 三十路男は阿呆鳥(渡瀬恒彦)
- DRIVE ALL NIGHT(山本翔/浜田哲郎と共作)
- 行先(石原裕次郎)
- 恋はライ・ライ・ライ（倉田まり子）
- ロックン・ロール・ライダー(舘ひろし)
- この世界に(舘ひろし)
- 流れる時を止めて(舘ひろし)
- ミッドナイト(舘ひろし)
- 暗闇よこのまま(舘ひろし)
- 黒い翼のエンジェル(舘ひろし)
- 口紅(I'M JUST A)LONELY BOY(舘ひろし)
- 涙と光を(舘ひろし,後にROXカバー)
- ふられYOKOHAMA(岩城徳栄)
- 黒い涙(西浜鉄雄)
- ROAD DOG(西浜鉄雄)
- ピンナップ・ガール(中村晃子)
- 軽い気持ちで(長戸大幸)
- できるならばこのままで(長戸大幸)
- マリオネット(林寛子)
- サスペンス(林寛子)
- 戦え！ルーク(SPACE ROBOT/和泉常寛と共作)
- 夢々探検隊(SPACE ROBOT/和泉常寛と共作)
- WAITING YOU,NEEDING YOU(SPINACH POWER)
- FUNKY DISCO PRINCESS(SPINACH POWER)
- DON'T STOP LOVIN'(SPINACH POWER)
- LEAVE ALONE TONIGHT(SPINACH POWER)
- RIDE ON(SPINACH POWER)
- SUGAR＆SPICE(SPINACH POWER)
- MOVIE THEATER(SPINACH POWER)
- INTERVIEW(SPINACH POWER)
- TELEPHONE(SPINACH POWER/野村哲矢と共作)
- KA.GA.MI.(SPINACH POWER)
- RUNAWAY TRIP(SPINACH POWER)
- OH!MAKE HER(SPINACH POWER)
- POKER-FACE(SPINACH POWER)
- HAZEL(SPINACH POWER)
- PUSSY-CAT(SPINACH POWER)
- Fairy on the snow(The Paradise Garage)
- Spanish Candle(The Paradise Garage)
- 桃尻娘(ピンク・ヒップ・ガール)
- 掛布と31匹の虫(掛布雅之)
- トラトラ・ロック(掛布雅之)
- 人魚の海(芹洋子)
- TOKYO アスファルト・ジャングル(山本翔)
- DEVIL WOMAN(山本翔、TUBE)
- ZERO ZERO(風来坊)
- ディスコ・ターザン(CHEETAHS(ダイコウ・ナガト名義))
- CRAZY(MSマシーン)
- Showdown(MSマシーン)
- ギャルソン・ギャング(PIC/北島健二と共作)
- CALLING U.S.A.(TOMMY(DANNY LONG名義))
- 汗をとばして(江崎秀一/北島健二と共作)
- CRAZY LOVE(江崎秀一)
- LET'S GO LIONS(インストゥルメンタル/西武ライオンズ応援歌)
- 気まぐれに愛して(竹田かほり)
- 届かないエア・メール(三ツ矢雄二)
- セクシー・ナイト(三原順子)
- 泣いてぼっち(三原順子)
- ラブ・レジスタンス(三原順子)
- 愛を信じて（三原順子)
- ブロンズ色の風（三原順子)
- 涙のFALL IN LOVE(水島裕)
- CHASE THE SUNSHINE(SUPER CRUSADERS)
- FREEWAY(SUPER CRUSADERS)
- 愛の翼(C-CHAN BROS.)
- ソニック・ブーム(C-CHAN BROS.)
- バラード〜明日への祈り(SOUL BLACKS)
- 果てしなく碧い海(SOUL BLACKS)
- 悲傷(NYC NYUSA)
- 背中に御用心(ピンクキャンディーズ)
- 恋はノー・ノー・ノー！(早川めぐみ)
- Seaside Mint Blue(相楽晴子)
- BECAUSE I LOVE YOU(TUBE/西村麻聡と共作)
- 渚でキッス(TUBE)
- あの娘に急上昇(TUBE)
- ギャンブラー(一色ゆかり)
- すてきな恋の招待券(JOHNNYS'ジュニアスペシャル)
- 命令・しなさい・ママ(JOHNNYS'ジュニアスペシャル)
- いつかさよなら(伊勢功一)
- Mr.ロンリー・ボーイ(伊勢功一)
- 朝まで踊ろう(舘ひろし)
- マンハッタン・ブルース(舘ひろし)
- 思い出のデイト(舘ひろし)
- とばせU.S.A.(舘ひろし)
- 渚のエンジェル(舘ひろし)
- GOOD NIGHT SOFTLY(舘ひろし)
- 色あせた夏の日(舘ひろし)
- ダウンタウン・ベイビー(岩城徳栄)
- 秋物語(岩城徳栄)
- めぐり逢わないのに(中村晃子)
- ごちそうさま(中村晃子)
- 愛のヒロイン(中村晃子)
- 風車(渡瀬恒彦)
- バラの渚(あおい輝彦)
- エンドレス・ラブ・サマー(山本翔)
- 心ゆらゆら(西かおり)
- 秋日記(西かおり)
- それぞれの旅(石原裕次郎)
- ここへおいでよ(石原裕次郎)
- おもいで(石原裕次郎)
- ブラディ・マリー(和田アキ子)
- パーク・アベニュー7：P.M.(和田アキ子)
- ROLLING AGE(PIC)
- ダンシングアスレチック’79(アスレチック・ピープル)
- MAYBE(沢田久美子/沢田久美子、竹田和夫共作)
- 青春グラフィー(沢田勝美)
- 虎よ!虎よ!(難波弘之)
- HURRICANE LADY(MARTY BRACEY)
- ド・ラ・ム(三原順子)
- 正面衝突(三原順子)
- ごめんねダーリン(三原順子)
- 土曜の夜(三原順子)
- Love Me Once Again(三原順子)
- Love(三原順子)
- 夜の神話(三原順子)
- AMANOJAKU(三原順子)
- Merry Good-bye(三原順子)
- PUNK INTERLUDE(清水信之/都倉俊一・加藤和彦と共作)
- カムバック長さん(東京コンジョレス)
- 摂氏85度(堀江美都子)
- Catch Me Tonight(堀江美都子)
- CHASE THE SUNSHINE(Ondino)
- GHOST SPRINTER(DEAD MAN'S CURVE)
- もえて朝まで(NYC NYUSA)
- シティ・コネクション(エマニエル(DANNY LONG名義))
- 恋はダんダん(エマニエル)
- ハローMr.ポリスマン(エマニエル)
- Stand up(ミミ萩原)
- ONE NIGHT MEMORY(ミミ萩原)
- ブルーな気持ちで(宮内淳)
- 神戸ハーバー・ブルー(橋幸夫)
- Try・トライ(水野ますみ)
- もう一度Sugar Dream！(水野ますみ)
- 強気で愛して(朝加真由美)
- 誘われて(朝加真由美)
- 時よ微笑んで(朝加真由美)
- もう一度・ブラックコーヒー(日高のり子)
- 塾じゅくロックンロール(P.T.A.)
- 哀しきグラデュエイション(P.T.A.)
- MOONLIGHT SERENADE(TROUBLE)
- Misty Pretty(岡江久美子)
- タウン情報(沖田浩之)
- ソッチの方もヨロシク(沖田浩之)
- 共犯天使(沖田浩之)
- 今夜はシャバシャバ(沖田浩之)
- とりあえず・ボディ・トーク(沖田浩之)
- 六本木ピンナップ・ボーイ(沖田浩之)
- ソレばっかり(沖田浩之)
- キメたつもりがキメられて(沖田浩之)
- ファッショ(沖田浩之)
- 川崎ラプソディー(沖田浩之)
- Misty Like The wind(秋本奈緒美(DANNY LONG名義))
- BEGINNING(秋本奈緒美(DANNY LONG名義))
- 危ない関係(麻生小百合)
- Kiss Kiss Kiss(麻生小百合)
- Love Somebody(麻生小百合/砂野敬三と共作)
- ジュ・テーム(麻生小百合)
- My Love For You(麻生小百合)
- Evening Calm-夕凪-(麻生小百合)
- 曲ってる(伊藤麻衣子)
- 視線がする(伊藤麻衣子)
- BABY I WANT YOU(早瀬ルミナ)
- 悲しき恋人(井上陽水(パインジュースの缶名義))
- NO MORE TEARS(早川めぐみ)
- オネアミスの翼〜Remember Me Again〜（統乃さゆみ ）
- Tears(上木彩矢)
- LONELY FLIGHT〜昨日には帰らない〜（大森絹子 ）
- Right On!(TUBE)
- 内海 Seaside(TUBE)
- 夏の住所はOn The Beach(TUBE)
- YESTERDAY LOVE(倉木麻衣/久保田敬也との共作)
- 佐原の町並み(新浜レオン)

### 編曲
- OLIVE(SPINACH POWER/DANNY LONG名義)
- BORO BORO BORO(SPINACH POWER)
- 青山・赤坂・乃木坂(山本みどり＆瑳川哲朗)
- 恋はライ・ライ・ライ（倉田まり子）
- ロックン・ロール・ライダー(舘ひろし)
- この世界に(舘ひろし)
- 流れる時を止めて(舘ひろし)
- ミッドナイト(舘ひろし)
- 暗闇よこのまま(舘ひろし)
- 黒い翼のエンジェル(舘ひろし)
- 口紅(I'M JUST A)LONELY BOY(舘ひろし)
- 涙と光を(舘ひろし,後にROXカバー)
- ふられYOKOHAMA(岩城徳栄)
- 黒い涙(西浜鉄雄)
- ROAD DOG(西浜鉄雄)
- ピンナップ・ガール(中村晃子)
- 軽い気持ちで(長戸大幸)
- できるならばこのままで(長戸大幸)
- マリオネット(林寛子)
- サスペンス(林寛子)
- 戦え！ルーク(SPACE ROBOT)
- 夢々探検隊(SPACE ROBOT)
- WAITING YOU,NEEDING YOU(SPINACH POWER)
- FUNKY DISCO PRINCESS(SPINACH POWER)
- DON'T STOP LOVIN'(SPINACH POWER)
- LEAVE ALONE TONIGHT(SPINACH POWER)
- RIDE ON(SPINACH POWER)
- SUGAR＆SPICE(SPINACH POWER)
- MOVIE THEATER(SPINACH POWER)
- INTERVIEW(SPINACH POWER)
- TELEPHONE(SPINACH POWER)
- KA.GA.MI.(SPINACH POWER)
- RUNAWAY TRIP(SPINACH POWER)
- OH!MAKE HER(SPINACH POWER)
- POKER-FACE(SPINACH POWER)
- HAZEL(SPINACH POWER)
- PUSSY-CAT(SPINACH POWER)
- Fairy on the snow(The Paradise Garage)
- Spanish Candle(The Paradise Garage)
- 桃尻娘(ピンク・ヒップ・ガール)
- 掛布と31匹の虫(掛布雅之)
- トラトラ・ロック(掛布雅之)
- 人魚の海(芹洋子)
- TOKYO アスファルト・ジャングル(山本翔)
- DEVIL WOMAN(山本翔、TUBE)
- ZERO ZERO(風来坊)
- ディスコ・ターザン(CHEETAHS(ダイコウ・ナガト名義))
- CRAZY(MSマシーン)
- Showdown(MSマシーン)
- ギャルソン・ギャング(PIC)
- CALLING U.S.A.(TOMMY(DANNY LONG名義))
- 汗をとばして(江崎秀一)
- CRAZY LOVE(江崎秀一)
- LET'S GO LIONS(インストゥルメンタル/西武ライオンズ応援歌)
- 気まぐれに愛して(竹田かほり)
- 届かないエア・メール(三ツ矢雄二)
- セクシー・ナイト(三原順子)
- 泣いてぼっち(三原順子)
- ラブ・レジスタンス(三原順子)
- 愛を信じて（三原順子)
- ブロンズ色の風（三原順子)
- 涙のFALL IN LOVE(水島裕)
- CHASE THE SUNSHINE(SUPER CRUSADERS)
- FREEWAY(SUPER CRUSADERS)
- 愛の翼(C-CHAN BROS.)
- ソニック・ブーム(C-CHAN BROS.)
- バラード〜明日への祈り(SOUL BLACKS)
- 果てしなく碧い海(SOUL BLACKS)
- 悲傷(NYC NYUSA)
- 背中に御用心(ピンクキャンディーズ)
- 恋はノー・ノー・ノー！(早川めぐみ)
- Seaside Mint Blue(相楽晴子/長岡鉄太郎と共作)
- BECAUSE I LOVE YOU(TUBE)
- 渚でキッス(TUBE)
- あの娘に急上昇(TUBE)
- セイリング・ラブ(TUBE)
- ミッドナイト・ビーチ(TUBE)
- 夏に片思い(TUBE)
- フラストレーション(舘ひろし)
- 昨日に帰れない(舘ひろし)
- 雨あがりの街を(KEEP ON)WALKING DOWN THE STREET(舘ひろし)
- スキャンダル(舘ひろし)
- アウトサイダー(舘ひろし)
- その気にさせないで(舘ひろし)
- 愚痴ともだち(岩城徳栄)
- 黄金仮面(GAL)
- 悪魔のように(GAL)
- パワー・ステーション(PAL)
- ラスト・シーン(PAL)
- レディー・レディー(PAL)
- 朝の情景(PAL)
- 二人だけのホリディ(PAL)
- エンジェル(PAL)
- さようなら学生時代(PAL)
- 空は七つの恋の色(PAL)
- ミッドナイト・コール(PAL)
- バースデイ・ナイト(PAL)
- POPEYE THE SAILORMAN(SPINACH POWER/DANNY LONG名義)
- BATMAN(SPINACH POWER)
- HEY SWEET CAROLINE(SPINACH POWER)
- ダンスに夢中(SPINACH POWER)
- 僕とダンスを(SPINACH POWER)
- BOHEMIAN DREAM(SPINACH POWER)
- SECRET MEMORY(SPINACH POWER)
- White Cristams(The Paradise Garage)
- Let it snow,Let it snow,Let it snow(The Paradise Garage)
- Spanish Candle(The Paradise Garage)
- Santa Claus is coming to town(The Paradise Garage)
- Jingle Bells(The Paradise Garage)
- The First Noel(The Paradise Garage)
- Rudolph The Red-Nosed Reindeer(The Paradise Garage)
- I saw mammy Kissing Santa Claus(The Paradise Garage)
- Christmas Day(The Paradise Garage)
- Winter Wonderland(The Paradise Garage)
- Christmas Song(The Paradise Garage)
- Fantasy(The Paradise Garage)
- Stranger(The Paradise Garage)
- Copacabana(The Paradise Garage)
- Night Fever(The Paradise Garage)
- Disco Queen(The Paradise Garage)
- 1,2,3,4 Gimme Some More(The Paradise Garage)
- Macho Man(The Paradise Garage)
- Helo Mr.Monkey(The Paradise Garage)
- Let's All Chant(The Paradise Garage)
- Last Dance(The Paradise Garage)
- 星の王子さま プチ・プランス(鈴木賢三郎)
- 星のサンバ(トゥインクル・シスターズ)
- GYPSY(山本翔)
- 冬景色(風来坊)
- ディスコ月光仮面(Amusement Square)
- Disco Mr.Moonlight(Amusement Square)
- OKAY(MSマシーン)
- 好きさ好きさ好きさ(MSマシーン)
- Love Portion Number 9(MSマシーン)
- ディスコ体操ナンバー・ワン(アスレチック・ピープル)
- SEASIDE GIRL(江崎秀一)
- SPIDER MONKEY(江崎秀一)
- ESCALATION(江崎秀一)
- SENTIMENTAL LIBERTY(江崎秀一)
- JUMPING DASH(江崎秀一)
- 乱反射(村田有美/清水信之と共作)
- Mr.ロマンス(村田有美)
- MORNING ANGEL(BE)
- MORNING IN THE SUN(BE)
- MISTAKE(三原順子)
- 浮気なひと(白鳥順子)
- 今夜も(白鳥順子)
- この指とまれ(白鳥順子)
- 泣いても(白鳥順子)
- 淋しがりや(白鳥順子)
- あなたに夢中(白鳥順子)
- ないものねだり(白鳥順子)
- 心がわり(白鳥順子)
- 窓は無数の雨のつぶで(白鳥順子)
- 気まぐれ言わないで(白鳥順子)
- Body To Body(早川めぐみ)
- ミスター・ティアドロップ(岩城滉一)
- 悲しきティーンエイジ・アイドル(岩城滉一)
- Good-by morning(宇徳敬子&近藤房之助)
- Good-by morning 〜B.B.クィーンズVersion〜(B.B.クィーンズ)
- センチメンタルに首ったけ(TUBE)
- Dance With You(TUBE)
- サンディー(TUBE)
- YESTERDAY LOVE(倉木麻衣/鶴澤夢人との共作)

### ストリングスアレンジ作品
- EVERBODY'S STONED(妹尾隆一郎)
- YOUR LIFE AND MY LIFE(妹尾隆一郎)
- FEELIN' BLUE(妹尾隆一郎)